# Olimpia Mancini
Olimpia Mancini, condesa de Soissons (11 de julio de 1638-9 de octubre de 1708), fue la segunda de las cinco famosas hermanas Mancini, quienes junto con dos de sus primas Martinozzi fueron conocidas en la corte de Luis XIV como las Mazarinettes, debido a que su tío, el cardenal Mazarino, era primer ministro del rey. Olimpia se vio envuelta en varias intrigas en la corte, incluyendo el conocido como asunto de los venenos, que provocó su expulsión de Francia.

## Familia y primeros años
Nacida en Roma, Olimpia fue hija del barón Lorenzo Mancini, aristócrata italiano practicante de la nicromancia y la astrología, y de Girolama Mazzarini. Tras la muerte del barón en 1650, su viuda llevó a sus hijas a París con la esperanza de lograr matrimonios ventajosos para ellas gracias a la influencia de su hermano, el cardenal Mazarino.
Las otras hermanas Mancini fueron:
- Laura Mancini (1636-1657), la mayor, quien contrajo matrimonio con Luis de Borbón, duque de Vendôme, nieto del rey Enrique IV y su amante, Gabrielle de Estrées.
- María Mancini (1639-1715), la tercera de las hermanas, considerada la menos hermosa, aunque la única que logró atraer la atención del rey Luis XIV. De hecho, el rey deseaba casarse con ella, aunque finalmente abandonó su propósito por razones políticas. María contrajo matrimonio posteriormente con el príncipe Lorenzo Colonna, quien declaró sentirse sorprendido al descubrir que su esposa era virgen, afirmando que no esperaba encontrar "inocencia entre los amores de los reyes".
- Hortensia Mancini (1646-1699), la más hermosa de la familia. Tras refugiarse en Inglaterra huyendo de su esposo, Armand Charles de la Porte, duque de La Meilleraye, se convirtió en la amante del rey Carlos II.
- María Ana Mancini (1649-1714), casada con Maurice Godefroy de La Tour d'Auvergne, duque de Bouillon.

Las Mancini no fueron las únicas mujeres de la familia que el cardenal Mazarino llevó a la corte, siendo las otras las primas de Olimpia, hijas de la hermana mayor de Mazarino. La mayor, Laura Martinozzi, contrajo matrimonio con Alfonso IV de Este, duque de Módena, con quien tuvo a María de Módena, esposa de Jacobo II de Inglaterra. La más joven, Ana María Martinozzi, contrajo matrimonio con Armando de Borbón, príncipe de Conti.
Las Mancini tuvieron tres hermanos; Pablo, Felipe y Alfonso.

## Matrimonio
Olimpia contrajo matrimonio el 24 de febrero de 1657 con el príncipe Eugenio Mauricio de Saboya (1633-1673), con quien tuvo ocho hijos:
- Luis Tomás, conde de Soissons (1657-1702), casado con Urania de La Cropte.
- Felipe, abad de Soissons (1659-1693).
- Luis Julio, Cavaliere de Saboya (1660-1683), muerto en la batalla de Petronell contra los turcos.
- Manuel Filiberto, conde de Dreux (1662-1676).
- Príncipe Eugenio de Saboya (1663-1736).
- Princesa María Juana de Saboya (1665-1705), Mademoiselle de Soissons.
- Princesa Luisa Filiberta de Saboya (1667-1726), Mademoiselle de Carignano.
- Princesa Francisca de Saboya (1668-1671), Mademoiselle de Dreux.

En la corte, el conde de Soissons era llamado "Monsieur le comte", mientras que Olimpia era conocida como "Madame la comtesse".

## Intrigas

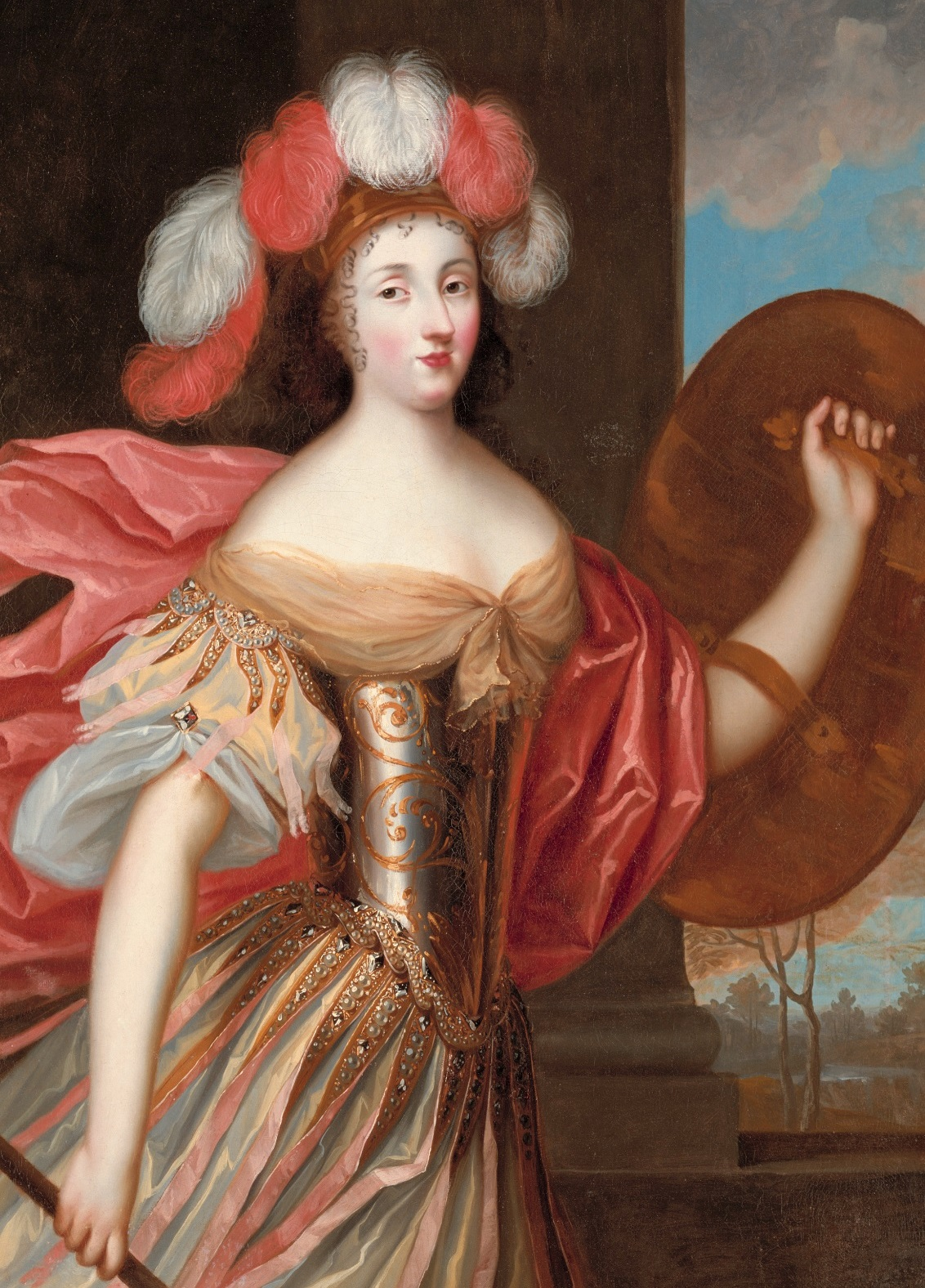
Retrato de Olimpia Mancini como la diosa Atenea, por Pierre Mignard (anterior a 1695).

Poco después del matrimonio de su hermana María con el príncipe Colonna, Olimpia fue asignada como superintendente del palacio de la reina, lo que le otorgaba autoridad sobre el resto de damas de la corte, a excepción de las princesas de sangre. Olimpia era, por naturaleza, intrigante. Poco después de su matrimonio se vio envuelta en varias intrigas en la corte, surgiendo al poco tiempo rumores que afirmaban que Olimpia había sido amante de Luis XIV. A pesar de no ser bella, fue descrita como poseedora de un gran encanto y una indiscutible fascinación. Su cabello era oscuro, sus ojos negros y vivaces, su complexión brillante, y su figura rechoncha y redondeada. Tras su matrimonio, Olimpia se alió con la prima y a la vez cuñada de Luis XIV, Enriqueta, duquesa de Orleans, conocida en la corte como "Madame", y de quien supuestamente el rey se había enamorado. Es poco probable que esta relación fuese sexual, si bien la reina madre estaba profundamente preocupada por ello. Cuando Enriqueta y Luis decidieron ocultar su relación, Olimpia introdujo a una de las damas de compañía de Enriqueta, Luisa de La Vallière, al rey, con el objetivo de que este pudiese declarar que sus atenciones con Enriqueta y sus damas se debían a su interés por Mademoiselle de La Vallière y no por su prima. Olimpia terminó volviéndose en contra de Luisa de La Vallière cuando el rey se enamoró de ella.

## El asunto de los venenos
Olimpia fue acusada en 1679 de haber planeado envenenar junto a La Voisin a Luisa de La Vallière, llegando incluso a afirmarse que Olimpia había amenazado al rey con estas palabras: "vuelve a mí, o te arrepentirás". Fue, además, sospechosa de haber envenenado a su esposo, así como a la reina María Luisa de España, hija de Enriqueta y sobrina de Luis XIV, el 12 de febrero de 1689, cuya confianza se había ganado durante su estancia en España tras su expulsión de Francia como resultado del asunto de los venenos.

## Últimos años
El 23 de enero de 1690, Olimpia fue expulsada de la corte de Madrid, trasladándose a Bruselas Países Bajos Españoles, donde otorgó su patronazgo a los músicos Pietro Antonio Fiocco y Henry Desmarest. Viajó a Inglaterra de forma ocasional con sus hermanas María y Hortensia. Murió en Bruselas el 9 de octubre de 1708, tres meses después de la victoria de su hijo Eugenio de Saboya en la batalla de Oudenarde.